# Le Soleil de trop près
Pour plus de détails, voir Fiche technique et Distribution.
Le Soleil de trop près est un drame romantique français réalisée par Brieuc Carnaille, sorti en 2022.

## Synopsis
À sa sortie d’un établissement psychiatrique, Basile, jeune homme atteint de schizophrénie paranoïde, s’installe chez sa sœur Sarah, sa seule famille et pilier depuis la disparition de leurs parents. Porté par son énergie débordante mais encore marqué par une grande fragilité, il tente de reprendre pied dans la société – un équilibre fragile rythmé par son traitement médical, soigneusement dosé. Il décroche un emploi et rencontre Élodie, une jeune mère célibataire, avec qui il entame une relation. Mais peu à peu, son désir d’indépendance le pousse à interrompre son traitement, mettant en péril les fragiles progrès qu’il avait accomplis.

## Fiche technique
- Titre original : Le Soleil de trop près
- Réalisation : Brieuc Carnaille
- Scénario : Clément Roussier et Brieuc Carnaille
- Musique : David Sztanke
- Décors : Marc Bigail
- Costumes : Charlotte Lebourgeois
- Photographie : George Lechaptois
- Montage : Basile Belkhiri
- Production : Gary Farkas, Clément Lepoutre et Olivier Muller
- Coproducteurs : Alexandre Mulliez et Jean-Yves Roubin
- Sociétés de production : Vixens Films
- Société de distribution : Jour2fête
- Pays de production :  France
- Langue originale : français
- Format : couleur — 2,35:1
- Genre : Drame romantique
- Durée : 90 minutes
- Dates de sortie :
  - France : 
    - 25 juin 2022 (Cabourg)
    - 28 septembre 2022 (en salles)

## Distribution
- Clément Roussier : Basile
- Marine Vacth : Sarah
- Diane Rouxel : Élodie
- Hakim Faris : Nassim
- Léon Durieux : Léo
- Corentin Fila : Ousmane
- Bruno Tuchszer : le père de Léo
- Charlotte Talpaert : Charlotte

## Réception
Le film a été bien accueilli par la critique. Le site France Info décrit une « plongée réaliste et poignante dans le quotidien de la schizophrénie ». So Film salue un film à « l’énergie punk matinée de douceur », tandis que Le Figaro souligne que « Clément Roussier crève l’écran ». Le magazine Trois Couleurs évoque plusieurs séquences marquantes comme une danse improvisée en survêtement rouge ou un long travelling dans les rues de Roubaix, symboles d’une liberté fragile.

## Production
Le film a été tourné principalement à Roubaix, dans les Hauts-de-France. Il a bénéficié d’une coproduction franco-belge, avec le soutien du Centre national du cinéma et de l’image animée (CNC) et du Centre du cinéma de la Fédération Wallonie-Bruxelles. Le long-métrage a été présenté en avant-première au Festival de Cabourg en juin 2022, avant sa sortie nationale le 28 septembre 2022.